# János Rácz
János Rácz (* 29. August 1919 in Budapest; † 18. März 2005 ebenda) war ein ungarischer Mathematiker, Lehrer und Autor. Er führte 1963 als erster die auf Mathematik spezialisierten Klassen in Ungarn ein. Seine Lehrbücher sind Grundstoff auf vielen Schulen.

## Leben
Schon als Schüler bahnte sich seine Laufbahn als Pädagoge an, denn er gab gerne seinen Klassenkameraden Nachhilfestunden – unter anderem in Mathematik. Anstatt an der Universität tätig zu werden, wählte er das Gymnasium als seine Bildungsstätte, da dort der Kontakt zu den Schülern viel persönlicher ist, und so auch der Einfluss höher und die Methoden der Bildung vielfältiger sind.
Von 1946 an arbeitete er als Lehrer. Nach den Anfangsjahren in Szentes, Tatabánya bzw. Székesfehérvár führte er seine Laufbahn ab 1957 im Szent István Gimnázium in Budapest bis an sein Lebensende 2005 fort. Sein Spezialgebiet war Geometrie.
Im Jahre 1963 gründete er die speziellen Klassen (ungar.: "matematika-tagozat"), die Mathematik als Schwerpunkt im Lehrplan hatten. Weiter gründete er die Mathematik-Arbeitsgemeinschaft der Schule, dessen Leitung er selbst übernahm. Für nationale Wettbewerbe und für die Internationale Mathematische Jugendolympiade bereitete er seine Schüler sorgfältig und mit außerordentlicher Mühe vor, welche stets hervorragende Plätze belegten.
Auch nach Meinungen seiner Schüler hatte er logische, auf Personen zugeschnittene Bildungsmethoden und holte aus seinen Schülern stets das Maximum heraus. Die herausragendsten Schüler sind heute in den Bereichen Mathematik, Volkswirtschaft und in Informatik als führende Personen vertreten.
Er selbst erhielt ein einziges Mal ein Stipendium in die Schweiz, was, unter anderem wegen der damaligen politischen Situation, schwer zu bekommen war. Ein Stipendium für seinen Sohn nach England bekam er nicht. Diese Ungerechtigkeit kritisierte er oft.
Seit 1969 war er außenstehender leitender Pädagoge der Universität ELTE und hatte enorme Verdienste in der Lehrerfortbildung. Er war Autor zahlreicher Lehrbücher, von denen er viele für die mathematisch spezifischen Klassen schrieb, außerdem ein Aufgabenheft für Fachkreise. Etliche Artikel von ihm wurden veröffentlicht. Regelmäßig hielt er gut benutzbare Fortbildungsvorführungen, mehrmals auch auf den Wanderversammlungen des László Rátz.
Seine Bildungsmethode war genauso einzigartig wie er selbst. Der neue Stoff wurde auch als eine Reihe von Aufgaben von seinen Schülern vorgetragen, er sagte immer nur die Aufgaben und half an den bestimmten Stellen. So wurde praktisch der Lernstoff von Schüler zu Schüler vorgeführt. Für jede wichtige Formel, die man nicht wusste, bekam man sofort die schlechteste Note, eine 1 (entspricht der 6 in Deutschland). Falls man etwas nicht wusste, man es aber ableiten konnte, war das kein Problem. Auf dieselbe Art und Weise konnte man sich aber auch eine 5, also die beste Note verdienen. Er hatte mehrere Lieblingsaufgaben, bei denen man gleich mehrere Noten auf einmal sammeln konnte (im besten Fall immer Fünfer). Wenn man eine 1 bekam, musste man meistens wieder auf seinen Platz und ein anderer Schüler durfte seine Rolle einnehmen. Auf eine 1 konnte man im nächsten Augenblick auch wieder eine 5 sammeln, man merkte, dass alles auf das Wissen des jeweiligen ging. Es kam auch vor, dass bei einer Aufgabe bei derselben Stelle eine Reihe von Schülern mit einer 1 wieder zum Platz zurückgehen mussten. Von den Einsern und Fünfern bekam man so viele, dass andere Lehrkräfte das meist als unglaublich oder als Verschreiber betrachteten. Wenn man viele Einser hatte, konnte man mit einer guten Ausfragung alle auf einmal durchstreichen lassen. So kam es, dass das Klassenbuch in Fach Mathematik bei Rácz so bunt aussah, wie kein anderes. Er selbst hatte auch ein eigenes kleines Klassenbuch, in das er die Noten eintrug, mit seiner eigenen Methode: von α=1 (deutsche 6) bis ε=5 (deutsche 1).
Diese Stunden verliefen auch viel emotionaler als die restlichen. Wenn man etwas Wichtiges nicht wusste oder man einen großen Fehler machte, wurde die Stimme von Rácz fortlaufend lauter, bis er schrie oder ohne jegliche Aggressivität mit geballter Faust an die Tafel hämmerte. So bekam er die nötige Aufmerksamkeit und Hochachtung, denn man wusste, dass er nicht wegen der Person des Schülers verärgert war, sondern nur wegen des Fehlers, den man gemacht hat.
Aus den wichtigen Formeln, die man unbedingt auswendig wissen musste (um keine 1 zu bekommen), entstand dann durch die Schüler der Rácz-Alleswisser – welcher auch ständig in die unteren Klassen weitergereicht wurde. Viele Formeln hatte Rácz selbst erfunden und ist in keinem anderen Buch zu finden, meistens dienten sie als eine Verbesserung, Vereinfachung einer bekannten Formel oder auch nur einfach für das bessere Rechnen.
Bei den Aufgaben durfte man auch seine eigenen Lösungen vortragen, und die besten Lösungen für eine Aufgabe merkte er sich immer zusammen mit dem Namen des Schülers und dem Jahr. Wenn man dann mit einer Lösung herkam und das vor ihm schon jemand auf dieselbe Art gelöst hatte, kam am Ende immer die Bemerkung: Ja, das ist die Lösung von Wassel Robi aus dem Jahr 1968.
Außerhalb des Unterrichts war er immer für die Schüler da, beschützte sie, egal was sie wieder für einen Blödsinn angestellt hatten.
Er liebte die Stunden am sehr frühen Morgen, welche um 7:00 Uhr anfingen. Seine Stunden fingen immer pünktlich an, seinen Weg zum Klassenzimmer berechnete er immer so, dass er bis zum Gong an der Klassenzimmertür stand. Fünf Minuten vor dem Ende der Stunde trug er immer das Geschehen von dem vergangenen Tag (meistens aus der Politik) aus seiner Sicht vor, bei seiner Argumentation stets auf Logik bestehend.
Eine weiter oft wiederholte Aussage von ihm lautete, dass er keinen Taschenrechner habe und sich erst einen kaufen werde, sobald der Taschenrechner schneller rechnen könne als er. Hier war die Technik gemeint, also bis man weiß, was man eintippen will und das dann auch eintippt – bis dahin wusste er längst das Ergebnis. Dies zeigte ein weiteres Mal sein außergewöhnliches Gedächtnis und Rechenfähigkeit. Seine Rechenmethoden basierten auch stets auf Logik, das brachte er seinen Schülern auch immer bei, die eigentlichen schweren Aufgaben auf einfachere aber identische auszutauschen (leichtes Beispiel für die Technik des Gedankenganges: 98+17 = (100-2)+17 = 100+15). Das beste Beispiel gab er selbst bei der komplizierten Ausrechnung der Zahl π bzw. e, bei der die Schüler sogar Taschenrechner für die Zwischenrechnungen benutzen durften.
Er selbst war ein sehr gebildeter Mann, dessen Wissen den Durchschnitt weit übertraf. So besaß er außerordentliche Kenntnisse in der Literatur, Geschichte, Physik und Mathematik. Er erzählte, dass er bei den täglichen Fahrten mit dem Zug von Székesfehérvár in die Schule, die Zeit (von mehreren Stunden) mit seinem Freund und Kollegen damit verbracht habe, sich gegenseitig auswendig gelernte Gedichte von ihren Lieblingsdichtern vorzutragen; sie seien nie vor der Endstation fertig geworden.
Vorzug vor allen literarischen Werken hatte aber das "Az ember tragédiája" (Tragödie des Menschen) von Imre Madách, welches sein Lieblingsstück war und aus dem er stets in den Mathematikstunden vortrug.
Es kam öfter vor, dass er eine kranke Lehrkraft vertrat, wobei das Fach des Lehrers keine Rolle spielte. Unvorbereitet gab er als Vertretung dennoch die besten und interessantesten Geschichts-, Literatur- und natürlich Mathematikstunden, so dass die Schüler nichts nachholen mussten. Die Schüler waren entweder baff oder merkten gar nichts, denn so eine Stunde lief folgendermaßen ab: Er kam rein, fragte, wo man beim Lehrstoff sei und fuhr im selben Augenblick fort, als sei es eine Stunde wie jede andere, meist stehend und eher in einer Art Gespräch.
Auch in seinem hohen Alter arbeitete er oft am Computer, schrieb mathematische Programme, und gab seinen Schülern Aufgaben, welche am Computer zu lösen sind.
Seine hohe Intelligenz in der Mathematik zeichnete sich abermals 2001 aus, als man ihn letztlich mit einer ungelösten Aufgabe aufsuchte und er sie schließlich lösen konnte. Prompt suchte er in seiner Lösung die Stellen heraus, die seiner Meinung nach Gymnasiasten auch lösen können, und präsentierte diese sogleich in der ungarischen Mathematischen Wettbewerbszeitschrift KöMaL als Aufgabe. Etliche andere Aufgaben von ihm sind hier ebenfalls zu finden.
Den Stundenplan der gesamten Schule verwaltete er bis 2003 ganz allein und aus dem Kopf. In einem Jahr wollten dies andere Lehrkräfte erledigen, scheiterten aber.
Er erhielt mehrere Auszeichnungen, unter anderem den renommierten "Beke ManóEmlékdíj", den "Apáczai-díj" und die Lebenswerkauszeichnung "Rátz Tanár Úr Életműdíj 2004". János Rácz hat zu Recht einen hohen Bekanntheitsgrad als Pädagoge in Ungarn.
Seit 1963 unterrichtete er 41 Jahre lang alle speziellen Mathe-Klassen mit keiner einzigen Ausnahme. Seine Stunden waren meist Doppelstunden.
Er war verheiratet und hatte mehrere Kinder.

## Ehrungen
- 1987: Apáczai-Csere János díj
- 2004: Beke Manó Emlékdíj
- 2004: Rátz Tanár Úr Életműdíj

## Zitate
- „Mathematik ist eines der Fächer, in dem der Schüler Recht gegenüber seinem Lehrer behalten kann.“

- (Orig. ungar.: „A matematika az egyik olyan tantárgy, ahol a gyereknek igenis igaza lehet a tanárával szemben.“)

## Schriften
- Matematika feladatok – ötletek – megoldások I. (Középiskolásoknak – egyetemistáknak). Tankönyvkiadó Vállalat, 1990, ISBN 963-18-2892-1.
- Matematika. A hatévfolyamú gimnázium 1-2., 3-4., 5-6. osztálya. SZ and SZ Kft.